# Antoine Augereau
Pour les articles homonymes, voir Augereau.
Antoine Augereau est un libraire et imprimeur parisien du XVIe siècle, né vers 1485 en Poitou (probablement à Fontenay-le-Comte) et mort à Paris le 24 décembre 1534.

## Biographie
Son officine située rue Sainct-Jacques, près les Jacobins à l'imaige Sainct Jacques à Paris ne fut ouverte que durant 3 ans (1532-1534). Il fut, dit-on, l'un des premiers graveurs de caractères, s'inspirant de ceux d'Alde Manuce et inspirant les siens à Claude Garamont.
En 1533 il publie, au moins deux éditions distinctes du Miroir de l'âme pécheresse écrit par Marguerite de Navarre et condamné par la Sorbonne.
À la suite de l'affaire des placards, il est jugé par le parlement de Paris le 19 décembre 1534 et condamné à être pendu, étranglé, et brûlé place Maubert,.